# Sason sundaicum
Sason sundaicum är en spindelart som beskrevs av Peter J. Schwendinger 2003. Sason sundaicum ingår i släktet Sason och familjen Barychelidae. Inga underarter finns listade i Catalogue of Life.